# Ca l'Alerany (Tivissa)
Ca l'Alerany és una masia de Tivissa (Ribera d'Ebre) situada al sud-es del nucli de la Serra d'Almos. És una obra inclosa a l'Inventari del Patrimoni Arquitectònic de Catalunya.

## Descripció
És un mas aïllat que es troba constituït per diversos volums, que es distribueixen al voltant d'un pati central. El volum principal consta de planta baixa, dos pisos i golfes, amb la coberta a dues vessants amb el carener paral·lel a la façana. El frontis es troba encarat al pati, on s'obre amb finestres d'arc pla arrebossat distribuïdes aleatòriament. En un extrem hi ha adossada una torre rectangular de cinc nivells d'alçat, amb un portal d'arc escarser adovellat, des del qual s'accedeix al recinte.
Seguint el mateix eix del portal, els pisos superiors s'obren amb finestrals d'arc pla, excepte al tercer nivell, on hi ha un rellotge. La torre queda rematada amb una terrassa on hi ha un cos quadranguar amb coberta a quatre vessants. Al voltant de la façana posterior del volum principal hi ha adossats dos altres volums de la mateixa alçada i tipologia d'obertures. El pati frontal queda tancat per diversos cossos annexes de planta baixa i pis, alguns dels quals oberts amb arcs de mig punt. L'acabat exterior del conjunt és arrebossat i pintat de color blanc.